# Anafora
Anafora (grč. ἀναφορά, anaphora = nositi natrag) je glasovna figura kojom se ponavljaju riječi na početku dvaju ili više stihova.

## Primjeri anafore
- Ivo Andrić, „Jadni nemir”

mi zalud zidamo toranj do neba

mi zalud skidamo Boga s neba

mi zalud silazimo u srce zemlji

mi zalud gazimo crva pod zemljom

- Tin Ujević, „Svakidašnja jadikovka”

I nema sestre ni brata

I nema oca ni majke

I nema drage ni druga

- Dragutin Domjanić, „Bele rože”

Kad si Ti znala čez oblok pogledet,

Kak da su rože oživele bele,

Kak da su dobre Ti dragale ruke,

Kak da su k Tebi privinut se štele.

- Antun Gustav Matoš, „Samotna ljubav”

- Ljubav nije sreća! - znaš li kad mi reče?

- Ljubav, to je rana, i ta rana peče,

- Ljubav boli, boli, kao život boli

- Antun Gustav Matoš, „Lakrdijaš”

Teško je kad imaš mnogo duha,

Još je teže kada nemaš kruha;

Teško sluhu kada je bez uha,

Teško uhu kada je bez sluha.

- Ivan Bunić Vučić, „Ljubav draga mene stavi”

Jedna i druga mene mami,

Jedna i druga meni omili.

Jedna zlatnijem svojijem prami